# Berütoszi Mnaszeasz
Berütoszi Mnaszeasz (Kr. e. 1. század) görög író.

## Élete
Berütoszból származott, Josephus Flavius hivatkozik rá. A Szuda-lexikon szerint egy „Tekhné rhetoriké" és egy „Peri Attikón onomatón" című munkát írt.